# Diocèse d'Ensenada
Le diocèse d'Ensenada (en latin : Dioecesis Sinuensis ; en espagnol : Diócesis de Ensenada) est un diocèse de l'Église catholique du Mexique, suffragant de l'archidiocèse de Tijuana.

## Territoire

Le diocèse d'Ensenada en rouge sur la carte du Mexique

Il comprend la municipalité d'Ensenada, la plus vaste de tout le Mexique, dans l'État de Basse-Californie ce qui correspond à un territoire d'une superficie de 52 482 km2 divisé en 32 paroisses.
Le siège épiscopal est dans la ville d'Ensenada où se trouve la cathédrale de Notre-Dame de Guadalupe.

## Histoire
Le diocèse est érigé le 26 janvier 2007 par la constitution apostolique Venerabiles Fratres du pape Benoît XVI en prenant une partie du territoire du diocèse de Mexicali et de l'archidiocèse de Tijuana. Ensenada est nommé suffragant de ce dernier.

## Évêques
- Sigifredo Noriega Barceló (26 janvier 2007 - 2 août 2012) nommé évêque de Zacatecas
- Rafael Valdéz Torres (de) depuis le 21 mai 2013